# 장형 (1889년)
장형(張炯, 1889년 1월 18일 ~ 1964년 12월 30일)은 독립운동가이며 교육자이다. 본관은 결성(結城)이며, 평안북도 용천 출신이다. 호는 범은(梵隱) 또는 범정(梵亭)이고 항일독립운동 시에는 장세담(張世淡)으로 활동하였다. 

## 생애

### 출생
장형은 1889년(고종 26) 평안북도 용천에서 태어났다. 부친 장창익(張昌翼)은 진사시를 거친 유학자였으나 일찍이 기독교로 개종하여 신학문에 대한 관심이 높았다. 조선이 패망하자 한의사로 전업을 하였다. 장형은 1905년 사서삼경을 마치고 그해 고향의 동명중학교(東明中學校)를 입학, 1908년 중학교를 졸업하고, 서울로 유학, 민족의식이 강한 보성전문학교(普成專門學校)에 입학하였다. 보성전문학교(고려대학교 전신, 2년제 전문부)에 재학하던 중 1910년 경술국치로 국권이 피탈되자 1911년 학업을 중단하고 만주로 건너가 독립운동에 투신하였다.

### 독립투쟁
처음 맡은 임무는 독립운동자금 조달을 위해 국내에 잠입하여 민족 자본가들과 접촉, 모금활동을 펼치는 일이었고 그때 민족주의적 항일 인사들을 비롯하여 뜻있는 많은 유지들과 교분을 쌓았다. 1914년 구국제민을 기치로 생겨난 대종교(大倧敎)에 입교, 이듬해 원로원참의(元老院參議)에 이르렀다. 본관은 결성(結城)으로 같은 집안의 독립운동가로 이름을 알리며 광복후 교육자와 역사학자로 활동하였던 산운(汕耘) 장도빈(張道斌, 1888~1963)과는 할아버지가 다른 6촌 형제간이다. 1919년 3·1운동 후에는 북로군정서군(北路軍政署軍)에 속하여 독립운동자금 조달에 힘써 이극·안창하·이진산·전덕명 등에게 군자금을 조달하기도 하였다.
또한 범정은 대한민국 임시정부 활동에도 관여했다. 대표적으로 임시정부는 1921년 워싱턴에서 개최된 태평양회의에 한국의 문제를 상정하고자 다양하게 노력했다. 이 때 태평양회의에 한국 문제 상정을 촉구하기 위해 국내의 단체 대표 101명이 서명해 ‘한국인민치 태평양회의서(韓國人民致 太平洋會議書)’를 제출했고 범정도 이에 참여했다. 2009년 12월 30일 항일투쟁에 헌신한 범정 장형 선생의 어록비가 천안의 독립기념관에 세워졌다. 가로 3.15m, 세로 3.1m 크기의 장형 선생 어록비에는 "독립은 남이 갖다 주는 것이 아니고 오직 우리 자신의 힘으로 쟁취해야 한다"는 내용이 새겨져 있다.

### 종교활동
만주에서 도산 안창호 등을 만나게 되었다. 입학동기생으로 알게 된 김두봉(金枓奉), 장도빈(張道斌)과 함께 당시 보성전문 2대 교주였던 의암(義菴) 손병희(孫秉熙)가 세운 천도교에 적극 가담하기도 하였지만 민족의식이 강하였던 장형은 1914년 대종교(大倧敎)에 입교, 이듬해 원로원참의(元老院參議)에 이르렀다.
민족종교운동으로 1909년 1월 15일 단군대황조신위(檀君大皇祖神位)를 모시고 제천의식을 거행하고 교단의 중흥을 선포한 단군교는 1910년 8월 교명을 대종교로 바꾸고 1914년 5월 백두산 북쪽 산밑에 있는 청파호(靑坡湖) 근방으로 총본사를 이전하여 만주를 무대로 교세확장에 주력, 30만 명의 교인을 확보하였는데 그중에 장형이 있었다.

### 광복 후
광복이후 1946년 국민동지회 회장으로 선출되었으나 사임하고, 인재양성에 뜻을 두고 교육계에 투신하여 임시정부 주도의 국민대학설립기성회 참여, 건국실천원양성소 설립 및 이사장 활동, 단국대학교 설립 등 교육계 전반에 열정적으로 활동을 전개하였다.
1947년 11월 1일 정부로부터 학교인가를 받아 같은해 11월 3일 단국대학교를 설립하였으며, 1958년 백남학원(白南學院, 단국대학교사범대학부속중학교, 단국공업고등학교 전신)을 인수하였다. 1963년 대한민국 건국훈장 국민장(건국훈장독립장)을 받았다.(참고 문헌, 獨立有功者功勳錄 4(國家報勳處, 1987)

### 최후
1963년 3.1절에 이러한 항일독립운동의 공로가 인정되어 대한민국 건국훈장 국민장이 수여되었다. 1964년 74세로 별세하였다. 장지는 한남동 서울캠퍼스내에 마련되었지만 2007년 단국대학교 이전시 경기도 용인시 단국대학교내로 새롭게 조성하였다. 고은의 장편시 만인보에 등장인물로 수록되어 있다..

## 신익희와 토지 5만평
민립대학설립운동(民立大學設立運動)이라고 하여 1922년 일제가 공포한 조선교육령에 따라 관립 경성제국대학 설립에 대응하여 이상재(李商在)를 비롯한 민족주의자들이 민족교육과 민족간부 양성을 목적으로 민립대학을 설립하려고 한 운동도 있었지만 광복 후 대학을 설립한 주체의 하나는 독립운동 세력이었다. 대한민국임시정부도 환국 후, 국내에서 대학을 설립하고자 하였다.
실제로 1922년 11월 이상재, 현상윤, 한용운, 이승훈, 허헌, 송진우, 장덕수, 이갑성, 남궁훈, 홍덕유 등 각계 인사들은 민립대학기성준비회를 조직하고, 1923년 3월 29일 발기인 1,170명 중 460여 명의 대표가 한 민족의 지식욕을 충족시킬 만한 대학이 하나도 없다는 것은 민족의 수치이므로 민립대학을 설립하지 않을 수 없다는 취지에 따라 조선중앙기독교청년회관에서 발기총회를 개최하고 사업계획을 통과시켰다. 이후 안동, 논산 등에서 구체적인 계획까지 세웠지만 일제의 집요한 방해로 광복이 되기까지 끝내 이루지 못하였다.
광복후 임시정부는 환국 직후 내무부 산하에 정치공작대와 행정연구위원회를 설치하면서, 행정연구회에 대학설립을 맡겼다. 신익희가 내무부장으로 그 책임을 맡았고 임시정부 요인들과 협의하여 '국민의 대학'을 설립한다는 취지아래 대학 설립기성회를 조직, 기성회는 주석 김구와 부주석 김규식을 고문, 외무부장 조소앙을 명예회장으로 하고, 회장은 신익희가 맡았다. 또한 국내의 교육, 법조, 행정, 언론 등 각계 인사 40명으로 이사진을 구성하였다. 구성한 이사 중 한 사람이 장형이었다. 장형은 독립운동계 인사로 참여하였다.
기성회가 중심이 되어 대학설립을 추진하였다. 기성회에서 실무를 주도한 것은 회장 신익희와 이사 장형이었다. 장형은 군자금을 모집하며 서간도지역을 중심으로 활동하던 독립운동가로 귀국하여 기성회에 참여하였다. 기성회는 5천만원의 대학설립 기금을 모집한다는 계획을 세웠지만, 여의치 않았다.
이때 장형이 독립운동시절 동지였던 박기홍의 미망인 조희재로부터 5만평의 토지를 기증받았고 이를 기본 재산으로 하여 1946년 9월 1일 임시 기성회가 발족(發足)할 수가 있었다. 전후 사정이 이러했음에도 불구하고 국민대학의 기성회 측에서는 이후 조희재가 제공하려 했던 토지 5만평에 대한 문제와 장형의 재단 설립에 기여된 활동 및 경위에 대해서는 어떤 자료도 남아 있지않아 이때의 기록을 찾을 수 없다. 이로써 차후에 발생한 일로 받았던 충격과 서로간에 느꼈던 감정의 차이가 상당히 컸음을 알 수가 있다.
여기서 장형이 '단국대학'을 설립한 계기와 의도를 분명하게 인식할 필요가 있다. 장형은 임시정부에서 추진한 대학 설립에 참여하여 신익희와 함께 대학을 설립하였으나 신익희가 임시정부와 한국독립당을 떠나 이승만측과 한국민주당에 참여하자, 이를 임시정부와 김구에 대한 '배신'이라 여겼고, 이제 더 이상 임시정부의 정신을 이을 수 없다고 생각하였다. 이것이 국민대학과 결별하고, 임시정부와 김구의 독립정신을 계승하는 대학으로 '단국대학'을 설립하게 된 연유이다.
끝내 장형은 맡고 있는 재단의 이사장을 사임하였고 임시정부와 김구의 독립정신을 계승하는 대학을 별도로 설립키로 했다. 범정 장형과 뜻을 함께 한 인물은 범정 선생을 통해 독립 운동 자금을 지원했던 경기도 화성의 자산가, 박기홍 선생의 부인인 혜당 조희재 여사였다. 조희재 여사는 광복 후 부군이었던 고 박기홍 선생의 유지를 받들어 장형의 대학 설립에 적극 찬성하며 자신이 소유하고 있던 264만m2(약 80만평 )의 토지를 내놓았다. 장형은 이를 기반으로 대학설립을 추진, 1947년 9월 15일 재단법인 단국대학 설립준비위원회를 결성하였고 재단법인의 설립을 정식 신청하여 1947년 11월 1일 정부의 정식 인가와 승인으로 광복후 최초 정규 4년제 대학의 단국대학을 설립하였다.
사실 단국대학 설립은 김구와 관계가 깊다. 장형은 '국내에 들어가 김구를 도우라'는 김홍일의 조언을 듣고, 귀국, 임시정부가 추진하는 대학설립기성회에 참여하는 등 장형은 김구과 각별한 관계를 맺었고, 김구의 통일정부수립 노선을 지지하고 있었다. 이후 김구가 건국실천원양성소를 설립하자 이사장으로 재정적 지원을 하며, 소장 김구의 뜻에 정성으로 도왔다. 장형은 건국실천원양성소의 인연으로 김정실과 엄항섭, 양주동과 함께 인재교육에 뜻을 두었다.
'단국'이란 교명도 임시정부와 김구가 추진하고 있는 통일국가수립을 지지한 데서 나왔다. 장형은 대학설립을 추진할 때 뜻을 함께하는 여러 인사들에게 교명에 대한 의견을 구하면서, '지금 임시정부와 김구가 나서서 통일정부수립을 주장하고 있는데, 학교 이름은 남북통일에 기여하고 그것을 상징하는 의미를 담았으면 좋겠다.'고 하였다.
이에 대해 장도빈, 안호상, 안재홍 등이 '통일국가를 수립하려면 민족의 동질성을 찾아야 한다. 우리 민족은 단군의 자손이 아니냐, 남북을 막론하고 단군의 건국정신을 받아들여야 한다'는 의견을 내놓았다. 이에 단군의 건국정신을 고취한다는 뜻에서 교명을 '단국'으로 결정하였다. 이렇듯이 '단국'이란 교명은 단군에 뿌리를 두자는 데서 나온 것이 아니라, 남북통일, 통일국가수립을 열망한 데서 나온 것이다. 즉, '단군'의 건국정신과 나라를 사랑한다는 마음의 '단군'과 '애국'이라는 글자를 합하여 단국대학교라는 이름으로 지어지게 되었다.

## 건국실천원양성소 활동

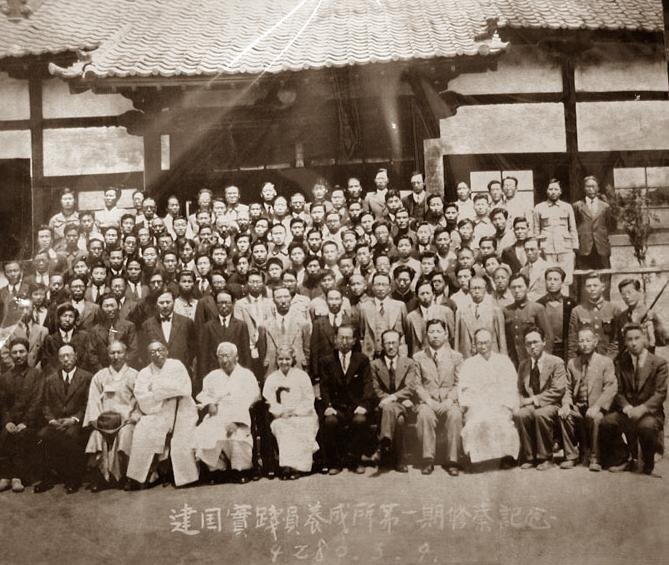
건국실천원양성소 1기 수업식 기념사진
서울 용산구 원효로 원효사(1947년 3월 9일)

건국실천원양성소(建國實踐員養成所)는 1947년 국가를 건설하기 위한 인재 양성을 목적으로 설립한 단체로 대한민국 임시정부 주석이었던 김구(金九)가 귀국한 뒤 국가 건설에 따른 인재의 필요성을 느껴 서울시 용산구 원효로에 있던 원효사를 본부로 설립하였다.
이 단체는 김구의 자주정부 수립을 위한 준비의 일환으로, 임시정부가 1940년 9월 충칭(重慶)에서 제정, 공포한 ＜대한민국건국강령＞을 기초로 하였다.
건국강령은 제1장 총칙, 제2장 복국(復國), 제3장 건국으로 구성되었고, 그 내용은 정치·경제·교육의 균등한 발전을 통하여 복국(復國), 건국(建國), 치국(治國), 더 나아가서는 구세(救世)의 이상을 실현하고자 한 삼균주의(三均主義)를 바탕으로 하였다.
독립운동 과정 중 복국의 단계에서 광복군(光復軍)이 필요했던 것처럼, 건국의 단계에서는 건국의 동량이 필요했고, 이 필요에 의하여 1947년 3월 양성소가 설립되었다.
명예소장에 이승만, 소장에 김구, 이사장에는 장형으로 출발한 이 양성소는 전국 각지의 우수한 애국청년들을 선발하여 건국운동의 중견 일꾼으로 양성하고자 교육을 시켰다. 이러한 인재 양성의 발상은 청년들이 국가를 건설하는 데 매우 중요한 구실을 한다는 김구 개인의 신념에서 나왔다.
당시 교육계에 투신하고 있었던 장형은 김구과 각별한 관계로 김구의 통일정부수립 노선을 지지하고 있었던 차에 김구가 건국실천원양성소를 설립하자 이사장으로 재정적 지원을 하며, 소장 김구와 함께 운영까지 하기에 이르렀다.
양성소의 매기 교육 인원은 100명 내외였다. 교육기간은 제1기가 2개월이었고, 제2기부터 마지막 교육을 받은 제9기까지는 1개월이었다. 교육내용은 독립운동사·정치·경제·법률·헌법·역사·선전·민족문화·국민운동·철학·약소민족문제·농촌문제·협동조합·사회학·공산주의 비판·여성문제 등과 특별강의였다.
강사는 조소앙(趙素昻)·조완구(趙琬九)·신익희(申翼熙)·지청천(池靑天)·나재하(羅在夏)·김성주(金成柱)·김경수(金敬洙)·최호진(崔虎鎭)·김정실(金正實)·양주동(梁柱東)·민영규(閔泳珪)·엄상섭(嚴詳燮)·엄항섭(嚴恒燮)·김학규(金學奎)·설의식(薛義植)·김기석(金基錫)·이상조(李相助)·주석균(朱碩均)·홍병선(洪秉璇)·김하선(金昰善)·김석길(金錫吉)·안재홍(安在鴻)·정인보(鄭寅普)·황기성(黃基成)·이인(李仁)·김활란(金活蘭)·김법린(金法麟)·박순천(朴順天)·이은상(李殷相) 등 각계의 인사들이었다.
한편 1946년 초 신익희는 미소공동위원회에 참가할 것을 한국독립당 중앙당에 건의하기도 하였으나, 받아들여지지 않았다. 1946년 6월 23일, 신익희는 한국독립당 서울시 지구당 위원장 직을 사퇴하고 탈당하였다. 1947년 7월 이후에는 임시정부 측과 노선을 달리하였으며, 임시정부를 이탈, 이승만을 총재로 하는 독립촉성국민회로 갔다. 그리고 1947년 7월 신익희는 독립촉성국민회 부총재가 되었다.
즉, 신익희가 임시정부와 한국독립당을 떠나 이승만측과 연합하자, 이를 임시정부와 김구에 대한 '배신'이라 여겼던 장형은 신익희와는 더 이상 임시정부의 정신을 함께 이을 수 있는 동지가 아니라고 생각하였다.
당시 장형은 국민대학의 이사장까지 겸임하고 있었는데, 이사장 직함을 내던지고 신익희와 결별을 선언하였다. 결국 장형은 임시정부와 김구의 독립정신을 계승하는 대학을 별도로 설립키로 했다. 당시 박기홍(朴基鴻, 장훈보통학교(長薰普通學校) 전 이사장)의 미망인였던 조희재 여사가 이에 적극 찬동하고, 80만평의 토지를 기증하였다. 장형은 이를 기반으로 대학설립을 추진, 1947년 11월 1일 정식 설립인가를 받고 단국대학을 설립하였다. 건국실천원양성소 설립에 참여한 장형은 경험 등이 광복후 최초 정규4년제 대학으로 기록된 단국대학의 정신적 모태가 되었다.

이러던 차에 1949년 6월 26일 한국독립당 당수 김구가 육군포병소위 안두희(安斗熙)에게 권총으로 살해된 김구암살사건(金九暗殺事件)이 발생하여 김구가 암살된 후, 1949년 8월 23일 건국실천원양성소는 해체되고 건물 원효사는 1949년 9월 홍익대학교에 인수됐다.

## 단국대학 설립

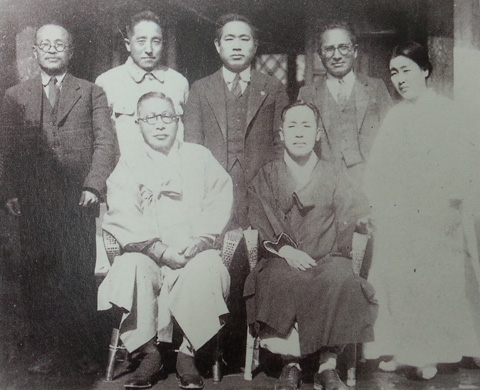
단국대학 설립 시 모습. 앞줄 김구(흰옷)와 설립자 장형, 뒷줄 장도빈(右)과 설립자 조희재의 장녀 박정숙 (개교일 : 1947.11.3)

1945년 8월 15일 광복이 된 후 1946년 8월 서북인을 중심으로 하는 국민동지회(國民同志會)의 회장에 피선이 되고, 1947년 11월 1일 정부에 정식 인가를 받아 1947년 11월 3일 단국대학(檀國大學)을 설립, 육영사업에 힘썼으며, 1941년 5월 25일 조선공업기술학원으로 개교하여 1947년 2월 8일 백남중학교 6년제로 변경되고 1950년 6월 1일 백남중학교와 백남공업고등학교로 분리되어 운영되던 학교법인 백남학원(白南學院)이 경영난에 봉착한 것을 알고 1958년 10월 20일 경영권을 인수하여 같은해 11월 12일 전격 병합하고 이사장이 되었다.(단국대학교 홈페이지 참조)
장형은 독립운동자금 조달을 위해 국내에 잠입하여 민족 자본가들과 접촉, 모금활동을 펼치면서 많은 사람들과 교분을 쌓았는데 단국대학교 설립자인 혜당(惠堂) 조희재(趙喜在, 1892.2.12 - 1947.11.3) 여사의 부군인 박기홍(朴基鴻)과의 오랜 친구로 친분관계를 떠나 지사적(志士的) 신의를 바탕으로 육영사업에 남다른 애정을 가진 조희재 여사의 뜻이 합하여 여사의 사재와 뜻있는 독지가들의 자산을 기부 받아 대학 설립의 기틀을 마련하였다.
단국대학교의 창학정신은 설립자 장형의 민족애와 조국애를 근본으로 한다. 빼앗긴 나라를 다시 찾기 위하여 독립운동에 헌신한 범정 장형 선생이나 독립자금을 지원했던 박기홍 선생의 유지를 성심껏 받든 혜당 조희재 여사는 대학을 세우면서 그 기본 정신을 민족애와 조국애에 두었다.
일제하에서 독립운동을 주도했던 많은 애국지사들은 조국 광복을 위해서는 무엇보다도 민족의 정통성을 지키는 것이 소중하다고 생각하였다. 그리고 그 정통성의 한 가운데 단군의 홍익인간 정신이 자리하고 있었다. 범정도 일찍이 대종교(大倧敎)의 정신을 지키는데 힘썼는데 이는 종교적인 의미보다는 민족의 얼을 지키겠다는 신념에서였다.
광복은 되었으나 열강에 의하여 민족이 분단되는 비극을 지켜본 장형은 젊은이에게 민족의 동질성을 끝까지 지켜가도록 교육하지 않으면 안되겠다는 신념에서 교명을 "단군(檀君)과 애국(愛國)"에서 글자를 가져와 "단국(檀國)"으로 하고 단군의 "홍익인간(弘益人間)" 정신을 바탕으로 하는 대학을 설립하게 된 것이다.
그 정신을 구현하기 위한 구체적 정신으로 구국, 자주, 자립(救國, 自主, 自立)을 내세웠다. 어떠한 경우라도 민족정통성에 의한 나라를 세우고 지켜가겠다는 신념을 가지며, 스스로가 투철한 주인정신을 가지고 행동하고, 남에게 의지하지 않고 굳건히 서는 인물을 육성하는 일이 긴요하다고 보았던 것이다. (단국대학교 홈페이지 설립자 소개 참조)
따라서 단국대학교의 창학 정신은 홍익인간 정신을 바탕으로 한 구국, 자주, 자립이다. 구국은 국가관을, 자주는 민족관을, 자립은 세계관을 표상하고 있다. 장형은 단국대학교의 설립일을 1947년 11월 3일, 학생독립운동기념일로 정하였다.

## 가족
- 아들 : 장충식(張忠植) 중국 천진(天津)에서 출생, 호 중재(中齊), 단국대학교 학장, 총장, 이사장 역임)
  - 손자 : 장호성, 단국대학교 총장

## 같이 보기
- 조희재
- 박기홍
- 장충식

## 주해
1. ↑  독립운동가 장형(張炯)은 평북 용천 사람이다. 1909년부터 양기탁(梁起鐸)·유동열(柳東說) 등에게 독립운동자금을 제공하였으며, 1919년 3·1독립운동이 일어나자 만주로 가서 이극(李極)·안창하(安昌夏)·이진산(李震山)·전덕명(全德明) 등에게도 군자금을 조달하였다. 그리고 이극을 통하여 전덕원(全德元)·오동진(吳東振)·오광선(吳光鮮) 등에게도 군자금을 전달하다가 수차 투옥되었다. 그후에도 현금과 패물 등을 모집하여 송병조(宋秉祚)목사를 통해 임시정부의 이시영(李始榮)에게 전달하게 하였다. 정부에서는 고인의 공훈을 기리기 위하여 1963년에 건국훈장 독립장을 수여하였다.(註·한국독립사(김승학) 하권 252면, 출처 : 국가보훈처)
2. ↑  용천은 신의주와 이웃하며 압록강을 사이에 두고 중국과 맞닿아 있는 국경지역으로 민족의식과 자주의식이 강했다. 이러한 특수성으로 일제강점기동안에 끊이지 않고 항일운동이 이어졌다.
3. ↑  박성순 단국대 교양기초교육원 교수는 “독립운동 시기 범정은 ‘바람의 독립군’이었다”면서 “조국의 독립을 위해 온갖 간난(艱難, 괴롭고 고생스러움)을 무릅쓰고 만주와 국내를 제 집처럼 드나들던 범정의 애국심은 이제 우리가 제대로 선양(宣揚, 명성이나 권위 따위를 널리 떨치게 함)해야 할 위대한 유산”이라고 강조했다.[2]
4. ↑  건국훈장(建國勳章)은 전체 5등급으로 구분되어 있다. 1948년 8월 15일 대한민국정부가 수립되면서 조국의 독립과 건국에 공로가 있는 선열들의 공적을 기리기 위하여 대통령령 제82호에 의하여 1949년 4월 「건국공로훈장령」이 제정, 공포되면서 상훈제도가 실시되었다. 1963년 12월 법률 제1519호로 지금까지 개별규정으로 시행되어온 각종 훈·포장령(勳·褒章令)을 통폐합한 「상훈법」을 제정하였으며, 1967년 2월에는 대통령령 제2929호로 「상훈법시행령」을 공포하게 되었다. 이 「상훈법시행령」에서는 기존 건국공로훈장의 등급별 명칭을 개정하였는데, 건국공로훈장중장(建國功勞勳章重章)을 건국훈장대한민국장(建國勳章大韓民國章)으로, 건국공로훈장복장(建國功勞勳章複章)을 건국훈장대통령장(建國勳章大統領章)으로, 건국공로훈장단장(建國功勞勳章單章)을 건국훈장국민장(建國勳章國民章)으로 칭하게 되었다.그 뒤 「상훈법」은 1971년 1월 법률 제2282호로 또다시 개정된 바 있으며, 현행법은 1973년 1월 법률 제2447호로 전문이 개정되었다가 1990년 1월 13일 상훈법을 개정하여 현재에 이르고 있다. 그 내용은 건국훈장대한민국장·건국훈장대통령장·건국훈장독립장·건국훈장애국장·건국훈장애족장 등 5등급으로 되어 있다. 범은 장형선생이 받은 '건국훈장국민장'은 1963년에 받을 당시에는 '건국훈장국민장'이었지만 현재는 '건국훈장독립장'으로 되어 있다.(네이버 지식사전 참조)
5. ↑  대한독립촉성국민회(독촉국민회)는 1946년 2월 8일 독립촉성중앙협의회(독촉협의회)와 신탁통치반대국민총동원위원회의 통합으로 이뤄진 단체지만 완전한 이승만의 사조직으로 자리 잡게 되는데 '조직의 달인' 신익희가 김구 쪽에서 이승만 쪽으로 줄을 바꾼 것이 큰 작용을 한 것으로 알려져 있다. 후에 신익희가 이승만과 결별하며 유림측에 합작을 청했을 때 유림측에서 "자네는 이승만 앞에서 기생첩 노릇을 했던 사람이 아닌가!" 호통을 들은 일이나(1946년 8월 4일 일기) 신익희가 자유신문 사장이 되어 김구를 고문으로 내세운 것을 김구가 정면 반박한 일이(1946년 11월 23일 일기) 모두 이 '변절' 때문이었다고 전해지고 있다.(해방일기, 김기협, 너머북스 439p 참조)